# Voyager 1 EP
Pour l’article homonyme, voir Voyager.
Albums de The Verve
Verve EP
(1992) A Storm In Heaven
(1993)
Voyager 1 est le second maxi du groupe de rock psychédélique anglais, The Verve, sorti en mars 1993 uniquement sur Vernon Yard Recordings aux États-Unis. Cet EP a pour but de faire découvrir le groupe au public américain, leur premier album, A Storm In Heaven sortant trois mois plus tard.

## Réalisation et Sortie
L'album a été enregistré en live à Londres (Royaume-Uni) et New York (États-Unis) en 1992 (On voit d'ailleurs sur la pochette de l'album les drapeaux anglais et américain s'entrecroisant).
Seulement 1000 exemplaires sont sortis sous la forme de vinyles bleu clair, faisant du maxi un objet de collection, sachant de plus que 300 de ces exemplaires ont été involontairement détruits lors de leur transit de la Grande-Bretagne aux États-Unis. L'EP a été réédité en vinyle noirs en 1994, mais le nombre de copies reste inconnu.

## Origine des pistes
Quatre des six pistes sont déjà apparues auparavant sur d'autres publication, comme les singles She's A Superstar et Gravity Grave. Quant à Slide Away et Already There, elle parurent sur le premier album du groupe, A Storm In Heaven.
One Way to Go est sortie comme face-B du premier single du groupe, All In The Mind, en 1992. La chanson a été jouée durant le Gravity Grave Tour de 1992.
South Pacific est un morceau jamais enregistré en studio, et inédit lors du live de Voyager 1. La chanson a reçu des critiques favorables, s'apparentant à "un océan venant s'écraser sur vos oreilles" . La chanson a également été jouée sur les dates françaises (notamment à Paris) ainsi qu'au Camden Town Hall.
Already There a été enregistré en studio en 1993 pour l'album A Storm In Heaven. La chanson est très shoegazing et psychédélique, la voix de Richard Ashcroft étant modifiée et mise en écho, et les guitares subissant un très fort effet de distorsion.

## Liste des titres
1. Slide Away - 6:02
2. Gravity Grave - 8:26
3. One Way To Go - 5:58
4. South Pacific - 3:59
5. Already There - 4:45
6. She's A Superstar - 6:45